# Raymond Depardon
Raymond Depardon (ur. 6 lipca 1942 w Villefranche-sur-Saône) – francuski fotograf, reżyser, scenarzysta i operator filmowy. Jeden z najwybitniejszych dokumentalistów w historii francuskiego kina.

## Życiorys
Urodził się na francuskiej prowincji w Owernii w rodzinie rolniczej. Swoje pierwsze fotografie wykonał na rodzinnej farmie w wieku 12 lat.
Karierę zawodową zaczął od prasowego fotoreportażu. Zasłynął relacjami z konfliktów zbrojnych - podróżował m.in. do Algierii, Wietnamu, Biafry i Czadu. W 1966 został współzałożycielem agencji fotoreporterów Gamma, którą zarządzał jako prezes w latach 1973-1978.
Jako dokumentalista zadebiutował krótkometrażówką Jan Palach (1969). Na jego autorski styl filmowy, surowy i pozbawiony komentarza, duży wpływ miały popularne nurty cinéma-vérité i direct cinema. W swojej twórczości chętnie przyglądał się funkcjonowaniu różnych instytucji i służb publicznych, m.in. szpitali psychiatrycznych (San Clemente, 1982; Izba przyjęć, 1988), policji (Kronika wypadków, 1983) czy systemu sprawiedliwości (Na gorącym uczynku, 1994). W późniejszych filmach dokumentował życie francuskiej prowincji (trylogia Profile chłopskie, 2001, 2005, 2008).
Trzykrotnie zdobył nagrodę Cezara za swoje dokumenty: Reporterzy (1981), Nowy Jork (1986) i Na gorącym uczynku (1994). Laureat Smoka Smoków za całokształt twórczości na Krakowskim Festiwalu Filmowym (2000).